# Franco Ciani (musicista)
Franco Ciani (Bologna, 17 agosto 1957 – Fidenza, 3 gennaio 2020) è stato un paroliere, produttore discografico e cantautore italiano.
Fu autore della canzone Ti lascerò, eseguita da Anna Oxa e Fausto Leali, che vinse il Festival di Sanremo 1989; firmò anche Avrei voluto, eseguita dagli stessi artisti all'Eurovision Song Contest 1989.

## Biografia
Scoperto da Lucio Dalla, che gli fece firmare un contratto con l'RCA Italiana, debuttò nel 1979 con il 45 giri Notte blu/La standa, prodotto e arrangiato dallo stesso Dalla con Ron. Presso l'RCA conobbe Anna Oxa, che avrebbe poi sposato; per lei scrisse nel decennio successivo molte canzoni di successo, tra cui È tutto un attimo, Quando nasce un amore e Ti lascerò che vinse il Festival di Sanremo 1989: a seguito di ciò Ciani fu anche autore di Avrei voluto, con cui Leali e la Oxa parteciparono all'Eurovision Song Contest 1989, classificandosi al nono posto.
Dopo la separazione dalla Oxa, si occupò del rilancio di Fiordaliso producendone tre album ( La vita si balla,  Il Portico di Dio, Io ci sarò)  e ne scrisse tutti i testi comprese quelli delle hit Cosa ti farei del 1990, Il mare più grande che c'è (I love you man) (eseguita al Festival di Sanremo del 1991)  Saprai (cantata in coppia con Roby Facchinetti) e Dimmelo tu perché del 1992.
Per un periodo si allontanò dal mondo musicale, facendo da manager alla pornostar Manuela Falorni, divenuta poi la sua seconda moglie.
Ciani si suicidò all'età di 62 anni soffocandosi con un sacchetto di plastica, a causa di alcuni problemi economici e di una delusione in campo artistico: un suo brano interpretato da Roberta Faccani, ex cantante dei Matia Bazar, non era stato accettato al Festival di Sanremo. Il suo corpo senza vita fu trovato venerdì 3 gennaio 2020 in un albergo di Fidenza.

## Canzoni scritte da Franco Ciani
| Anno | Titolo                                      | Autori del testo                             | Autori della musica                    | Interpreti                    | Note  |
| ---- | ------------------------------------------- | -------------------------------------------- | -------------------------------------- | ----------------------------- | ----- |
| 1986 | È tutto un attimo                           | Franco Ciani, Adelio Cogliati                | Umberto Smaila e Mario Lavezzi         | Anna Oxa                      | [ 3 ] |
| 1986 | L'ultima città                              | Franco Ciani, Adelio Cogliati                | Piero Fabrizi                          | Anna Oxa                      |       |
| 1986 | Aspettando Qazim                            | Franco Ciani, Adelio Cogliati                | Mario Lavezzi                          | Anna Oxa                      |       |
| 1986 | Sono e sarò                                 | Franco Ciani, Adelio Cogliati                | Mario Lavezzi                          | Anna Oxa                      |       |
| 1986 | Cielo di cristallo                          | Franco Ciani, Adelio Cogliati                | Mario Lavezzi                          | Anna Oxa                      |       |
| 1986 | Sera di dicembre                            | Franco Ciani, Adelio Cogliati                | Salvatore Fabrizio e Maurizio Fabrizio | Anna Oxa                      |       |
| 1988 | Quando nasce un amore                       | Franco Ciani, Adelio Cogliati                | Piero Cassano                          | Anna Oxa                      | [ 4 ] |
| 1988 | Pensami per te                              | Franco Ciani, Adelio Cogliati                | Piero Cassano                          | Anna Oxa                      |       |
| 1988 | Oltre la montagna                           | Franco Ciani, Adelio Cogliati                | Piero Cassano                          | Anna Oxa                      |       |
| 1988 | E tu cantavi                                | Franco Ciani, Adelio Cogliati                | Piero Cassano                          | Anna Oxa                      |       |
| 1988 | Attraversarti l'anima                       | Franco Ciani, Adelio Cogliati                | Piero Cassano                          | Anna Oxa                      |       |
| 1988 | C'è ancora un'avventura                     | Franco Ciani, Adelio Cogliati                | Piero Cassano                          | Anna Oxa                      |       |
| 1988 | L'uomo che gioca                            | Franco Ciani, Adelio Cogliati                | Piero Cassano, Massimiliano Pani       | Anna Oxa                      |       |
| 1989 | Ti lascerò                                  | Franco Ciani, Sergio Bardotti e Fausto Leali | Franco Fasano, Fabrizio Berlincioni    | Anna Oxa e Fausto Leali       | [ 5 ] |
| 1989 | Avrei voluto                                | Franco Ciani, Fabrizio Berlincioni           | Franco Fasano                          | Anna Oxa e Fausto Leali       |       |
| 1990 | Cosa ti farei                               | Franco Ciani                                 | Mauro Paoluzzi                         | Fiordaliso                    | [ 6 ] |
| 1990 | La vita si balla                            | Franco Ciani, Fabrizio Berlincioni           | Franco Fasano                          | Fiordaliso                    |       |
| 1991 | Il mare più grande che c'è (I love you man) | Franco Ciani                                 | Fio Zanotti                            | Fiordaliso                    |       |
| 1991 | Saprai                                      | Franco Ciani                                 | Roby Facchinetti                       | Fiordaliso & Roby Facchinetti |       |
| 1992 | Dimmelo tu perché                           | Franco Ciani                                 | Fio Zanotti                            | Fiordaliso                    |       |

## Discografia

### Singoli
- 1979: Notte blu/La standa (RCA Italiana, PB 6284)